# Joséphine Bakhita
Pour les articles homonymes, voir Bakhita.
Joséphine Bakhita (Giuseppina Bachita), dite la Madre moretta (« Petite Mère noire »), dont la date de naissance est estimée à 1869 au Soudan, province du Darfour, à Olgossa, et morte le 8 février 1947 à Schio en Italie, est une ancienne esclave devenue religieuse canossienne.
Elle est canonisée en l'an 2000 par le pape Jean-Paul II, et fêtée le 8 février.

## Biographie

### Enfance et esclavage
Bakhita, dont le nom de naissance reste inconnu, est née aux alentours de 1869 au Soudan dans le village d'Olgassa dans la province du Darfour à l'ouest de Nyala, près du mont Agilerei, où son oncle est un chef tribal dans la tribu nubienne des Dadjo. Elle a trois sœurs, dont une jumelle, et un frère. À cinq ans, en 1874, elle assiste à l'enlèvement de sa sœur Kishmet, 14 ans, mariée et mère, par des trafiquants d'esclaves. Vers 1877, elle est elle-même enlevée, à l'âge d'environ sept ans, par des négriers musulmans,. Elle parcourt alors pieds nus les plus de 900 kilomètres qui la séparent d'El Obeid, elle est vendue plusieurs fois pendant ce trajet. Entre son enlèvement et sa vente à Calisto Legnani en 1883, on estime que Joséphine Bakhita est vendue au moins quatre fois, si ce n'est une douzaine, sur les marchés d'El Obeid et de Khartoum. Elle subit pendant cette période de nombreux mauvais traitements. Le traumatisme est si grand qu'elle en oublie son nom de naissance. C'est ainsi qu'on lui donne le nom de Bakhita, qui signifie « la chanceuse » en arabe.
On sait que Bakhita a notamment appartenu à un riche arabe qui la destinait à être la domestique de sa fille, puis pendant quelques années à un général turc. Ce dernier ordonne que Bakhita soit scarifiée selon la méthode du tatouage par incision. Une femme dessine des motifs sur sa peau avec de la farine, coupe sa peau avec une lame en suivant ces motifs, puis emplit les plaies de sel pour que les cicatrices restent marquées. Le général turc vend tous ses esclaves au début de la guerre des mahdistes.
Bakhita, alors âgée de 14 ans, est acquise en 1883 par le consul d'Italie à Khartoum, Calisto Legnani qui lui donne le second prénom de Joséphine et la traite plus humainement.

### Arrivée en Italie

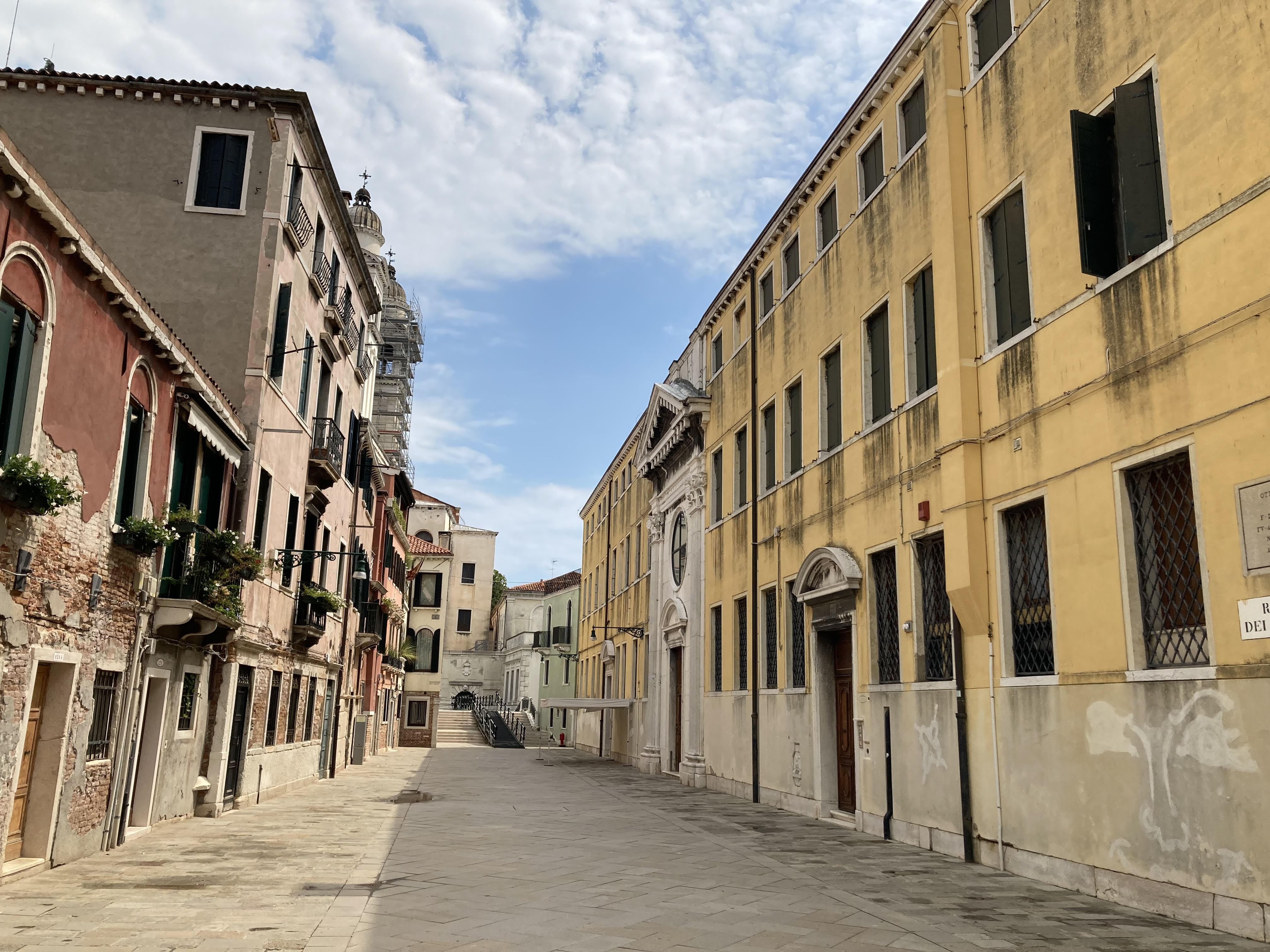
Dorsoduro 108, 30123 Venezia VE, Italie: à droite se situe l'ancienne maison des Sœurs de la Charité à Venise (aujourd'hui Institut des Soeurs salésiennes).

En 1885, le consul Legnani quitte le Soudan à cause de la révolution mahdiste. Bakhita lui demande de l'emmener. Il refuse tout d'abord puis accepte devant l'insistance de Bakhita. Ils embarquent à Suakin dans le même navire qu'une autre famille italienne, les Michieli. Arrivés à Gênes, Maria Turina Michieli demande à garder Bakhita à son service. Le consul Legnani accepte. Bakhita suit donc les Michieli jusqu'à Zianigo (it), près de Mirano, dans la province de Venise,.
Madame Michieli accouche d'une petite fille, Alice, surnommée Mimmina. Sa garde est confiée à Bakhita. Ensemble, elles retournent brièvement au Soudan, à Suakin, où les Michieli tiennent un hôtel, avant de revenir à nouveau en Italie. Alors que madame Michieli doit se rendre à nouveau à Suakin, elle confie sa fille et Bakhita à l'institut des Catéchistes de Venise, tenu par les religieuses canossiennes. Elles y restent neuf mois pendant lesquels Bakhita découvre la foi catholique et commence son éducation religieuse. Au retour de madame Michieli, Bakhita refuse de quitter l'institut. L'affaire est portée en justice et le 29 novembre 1889 le procureur déclare Bakhita libre de choisir où elle veut rester puisque l'esclavage n'existe pas en Italie. Bakhita a alors vingt ans,,.

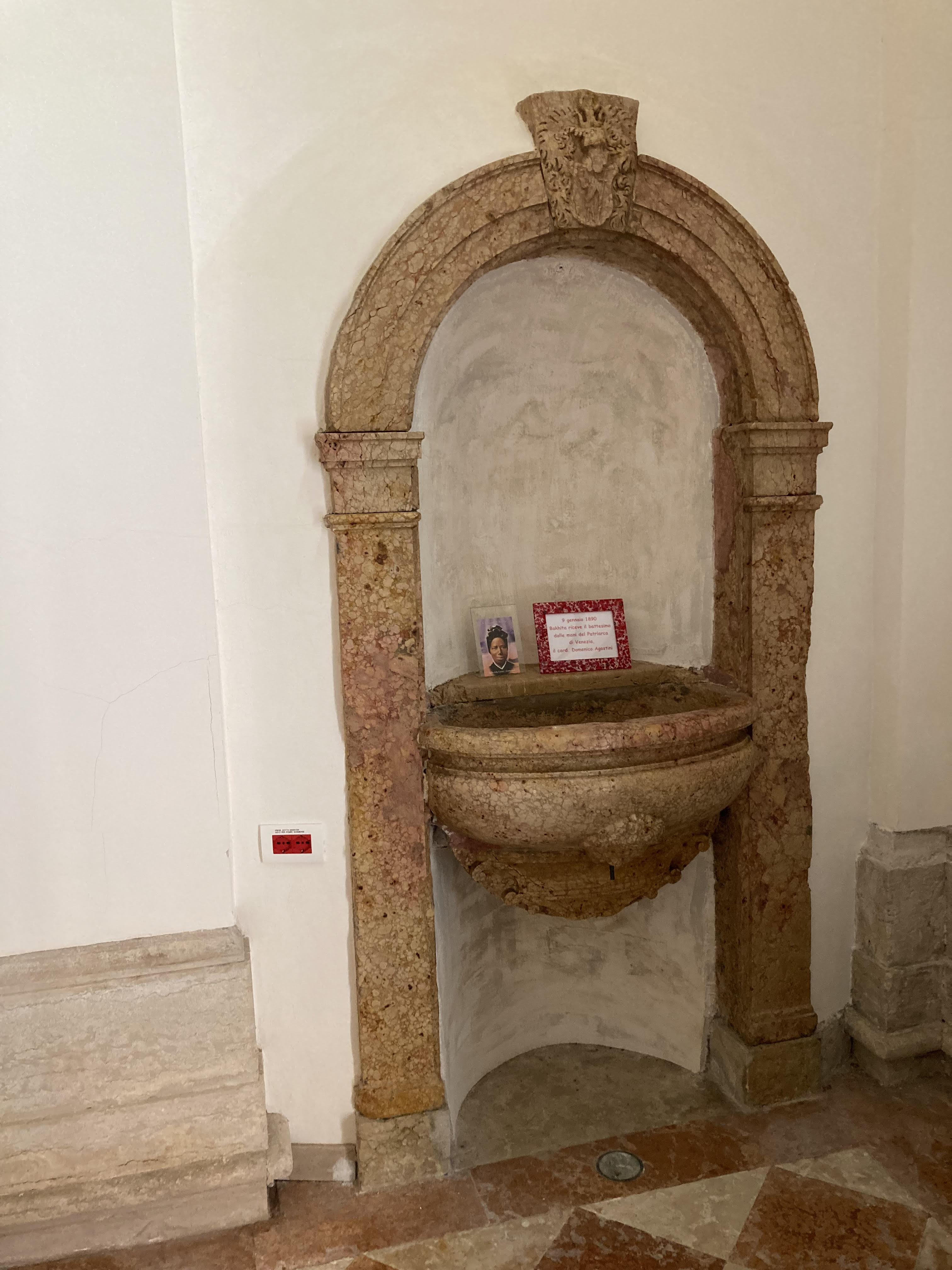
Baptistère de la chapelle des Filles de la Charité canossiennes de Venise (aujourd'hui Institut des Soeurs salésiennes), où Bakhita a été baptisée.

Le 9 janvier 1890, elle est baptisée par le cardinal-archevêque de Venise, Domenico Agostini, et reçoit la Confirmation. Elle prend alors le nom de Josephine Margaret Fortunata.

### Vie religieuse
Le 7 décembre 1893, ayant exprimé son souhait de devenir religieuse, Bakhita rejoint le noviciat des Sœurs de la Charité à l'institut de catéchuménat de Venise. Elle prononce ses premiers vœux le 8 décembre 1896, à Vérone. En 1902, elle est transférée à Schio, province de Vicence dans le Nord-Est de l'Italie où, pendant plus de cinquante ans, elle s'occupe de la cuisine, de la lingerie et de la conciergerie,. Elle voyage aussi dans d'autres couvents pour partager ses connaissances de l'Afrique et préparer d'autres sœurs à s'y rendre. En 1927, elle prononce ses vœux perpétuels. On lui donne le surnom de Petite Mère noire (Madre Moretta). En 1910, à la demande de sa Supérieure, sœur Margherita Bonotto, elle écrit son histoire .
Pendant la Seconde Guerre mondiale, bien que la ville de Schio soit bombardée, aucun habitant ne périt. Bakhita est considérée comme leur protectrice.
Le 8 février 1947, Bakhita décède à Schio des suites d'une longue maladie,. Son corps repose aujourd'hui dans l'église de la Sainte Famille à Schio,.

## Béatification et canonisation
D’après les témoignages recueillis à l’époque, le corps de Bakhita reste tiède et souple jusqu’au moment de la fermeture du cercueil. Les miracles commencent rapidement après son décès puisqu'en 1950 le bulletin canossien publie six pages de témoignages de noms de personnes affirmant avoir reçu des grâces par l’intercession de Bakhita.
En 1958, sous le pontificat de Jean XXIII, commence le procès pour la cause de canonisation. Le 1er décembre 1978, l’Église publie le décret sur l'héroïcité de ses vertus,. Béatifiée le 17 mai 1992, elle est canonisée par Jean-Paul II le 1er octobre 2000,.
Le pape dit à cette occasion : « Cette sainte fille d'Afrique montre qu'elle est véritablement une enfant de Dieu : l'amour et le pardon de Dieu sont des réalités tangibles qui transforment sa vie de façon extraordinaire,. » Le pape Benoît XVI, qui la mentionna dans son encyclique Spe Salvi, avait pour elle une affection particulière.

### Fête
Sainte Joséphine Bakhita figure au calendrier des saints à la date du 8 février, jour anniversaire de sa mort.

### Prière
Écrite le jour de sa profession religieuse, le 8 décembre 1896 :

« Ô Seigneur, si je pouvais voler là-bas, auprès de mes gens et prêcher à tous à grands cris ta bonté : Oh, combien d'âmes je pourrais te conquérir ! Tout d'abord ma mère et mon père, mes frères, ma sœur encore esclave... tous, tous les pauvres Noirs de l'Afrique, fais, ô Jésus, qu'eux aussi te connaissent et t'aiment ! »

### Hommages

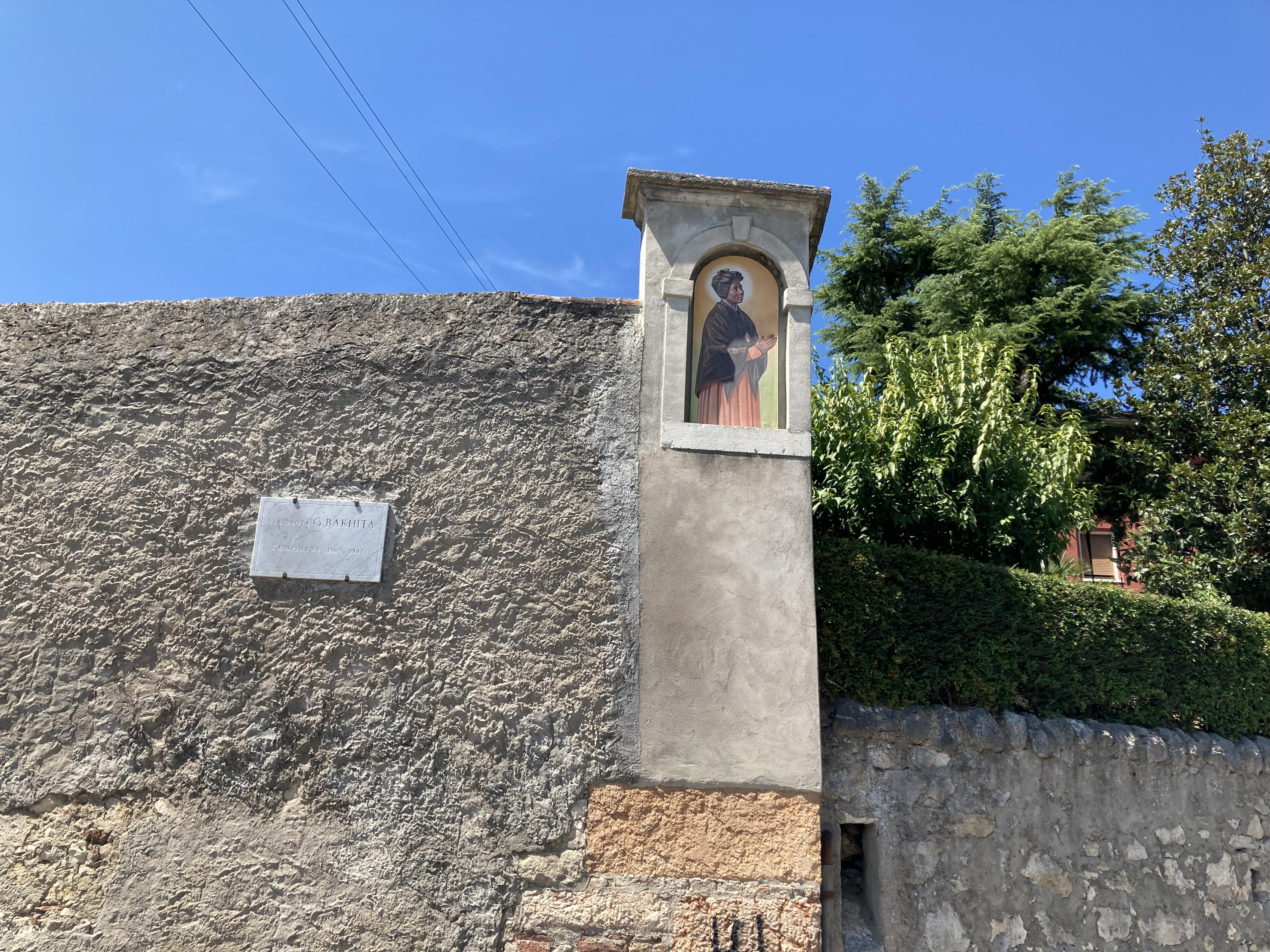
Rue Sainte-Joséphine Bakhita à Vérone, Italie.

La première semaine du mois de février 2022 est dédiée à Sainte Joséphine Bakhita en l'honneur de l'accueil des migrants, répondant au grand élan de fraternité et de solidarité proposé par le pape François,.
Elle est citée dans le livre L'Afrique est l'avenir de l'Église du père Rodrigue Gbéjinou, un prêtre béninois docteur en théologie dogmatique dans le but d'une réévangélisation de l'Europe.
En son honneur, une classe de 3ème (collège) porte son nom dans la commune de Saint-Laurent du Maroni au sein de l'Ensemble Scolaire Cécile Cheviet.
Une fresque de l'abside de la cathédrale d'El-Obeid au Soudan représente une Vierge à l'Enfant : Marie montre son Fils à l'Afrique. À ses côtés, à genoux, se trouvent Sainte Joséphine Bakhita et saint Daniel Comboni.
Une rue, Via Santa Giuseppina Bakhita, porte son nom à Vérone.
Une église de São-Domingos dans le Nord de la Guinée-Bissau, porte son nom.

### Filmographie
- Bakhita, de l'esclavage à la sainteté, mini-série italienne de Giacomo Campiotti, diffusé en 2009 par la RAI[13] Le personnage de Bakhita est interprété par Fatou Kine Boye, actrice sénégalaise. Le film a été diffusé en français sur France Ô en décembre 2018.